# 運算符號
運算符號是表示兩數的「加」（和）、「減」（差）。
也就是說：運算符號的「＋」表示「加」；「－」表示「減」。

## 「＋」和「－」表示的意思
|          | ＋ | － |
| 性質符號 | 正 | 負 |
| 運算符號 | 加 | 減 |